# Une visite inopportune
Une visite inopportune est la dernière comédie écrite par  Copi  en 1987. Copi est mort pendant les répétitions. L’œuvre s’inscrit dans le contexte des années SIDA.

## Personnages et distribution à la création
- Cyrille : Michel Duchaussoy
- L’infirmière : Catherine Hiegel
- Hubert : Jean-Claude Jay
- Le journaliste : Philippe Joiris
- Regina Morti : Judith Magre
- Le Professeur Vertudeau : Jean-Luc Moreau

## Argument
Le héros, Cyrille, se meurt du sida dans un hôpital. Autour de lui gravitent son fidèle ami Hubert, le personnel médical, infirmière et médecin, la Mort et un jeune homme. Dans l’espace scénique se joue le passage entre la vie et la mort. Hôpital et théâtre se fondent. Le rêve, le burlesque, la tragédie sont entremêlés dans ces dernières heures. L’auteur met en scène sa propre mort, la réalité se déforme et surgissent des questions essentielles  sur l’existence, la mémoire, la transcendance. Il engage également une réflexion sur le théâtre : la pièce évoque le Malade imaginaire, la Cerisaie est citée.

## Citations
- Quel ami ? Hubert ! Dites-lui que je suis mourant, qu’il revienne un autre jour !
- Professeur - Vous ne mourrez jamais cher maître. Votre nom nous survivra tous ! Cyrille – Je ne parle pas de mon nom, je parle de moi !
- C’est vous, maître qui théâtralisez tout ce que vous touchez ! On se sent aspirés par votre théâtralité !
- Vous êtes le seul néophyte dans cette comédie de la mort et notre dernier spectateur…Improvisez-moi une lumière plus théâtrale, baissez les rideaux et voilez cette lampe sur la commode.